# كيميريون
الكيميريون أو القيمريون[بحاجة لمصدر] ((باليونانية: Κιμμέριοι), كيمريوي (Kimmerioi)) كانت قبيلة هندية أوروبية قديمة تعيش شمال القوقاز وبحر آزوف حتى شُردوا جنوبًا بواسطة السكوثيين إلى منطقة الأناضول أثناء القرن الثامن قبل الميلاد. ولغويًا كانوا يعدون من التراقيين أو الإيرانيين، أو على الأقل كان لديهم طبقة حاكمة إيرانية.

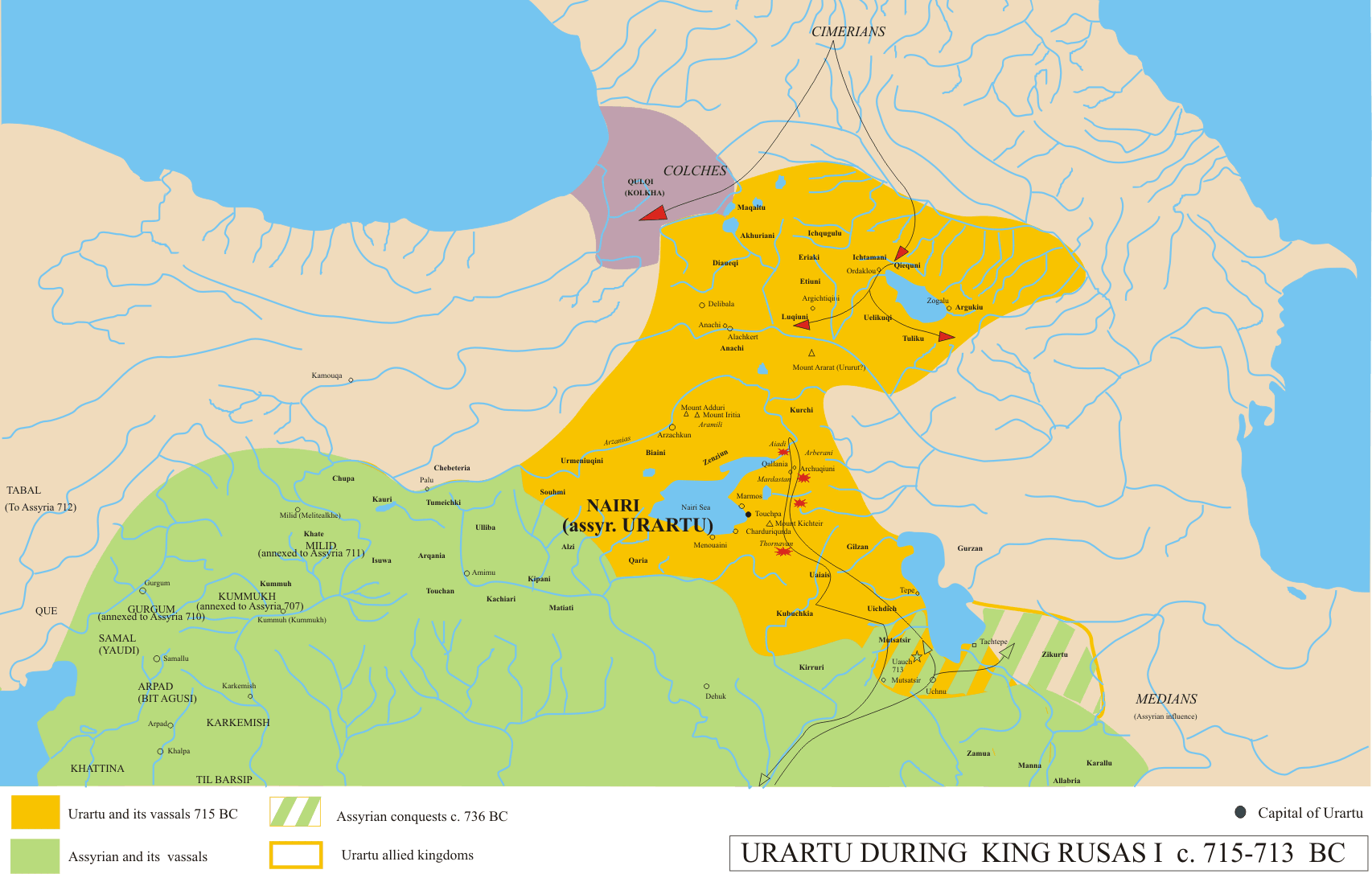

وبعد خروجهم من السهوب البونطية ربما أغار السيميريون على أرارات (أرمينيا) نحو عام 714 قبل الميلاد، ولكن في 705 بعد أن صدهم سرجون الثاني ملك آشور، تحولوا تجاه الأناضول وفي 696–695 هزموا فريجيا. وفي عام 652، كان استيلاؤهم على سارد، عاصمة ليديا، بمثابة إعلان عن وصولهم إلى ذروة القوة. وسرعان ما بدأ تراجعهم، ويسجل تاريخ هزيمتهم النهائية بين عامي 637 أو 626، عندما هزمهم ألياتس ملك ليديا. وبعد ذلك لم يُذكروا في المصادر التاريخية ولكن المحتمل أن يكونوا قد استقروا في كبادوكيا.

## قائمة المصادر
- Ivanchik A.I. "Cimmerians and Scythians", 2001
- Terenozhkin A.I., Cimmerians, Kiev, 1983
- Cimmerian. (2006). In Encyclopædia Britannica. Retrieved August 30, 2006, from Encyclopædia Britannica Premium Service: http://www.britannica.com/eb/article-9082650
- Collection of Slavonic and Foreign Language Manuscripts - St.St Cyril and Methodius - Bulgarian National Library: http://www.nationallibrary.bg/slavezryk_en.html نسخة محفوظة 27 يونيو 2009 على موقع واي باك مشين.

## وصلات خارجية
- Wiki Classical Dictionary: Cimmerians
- Cimmerians on Stevequayle.com
- Cimmerians on Regnal Chronologies
- map of the distribution of "Cimmerian" bronze finds in Europe
- Cimmerians by Jona Lendering
- Dorin Sârbu, A controversial archeological phenomenon: the Cimmerian Culture (Romanian (full) and English (abstract))